# Pražská mincovna
Pražská mincovna je souborné označení pro historické mincovny na území města Prahy. Nejstarší mincovna v období druhé poloviny 10. století až počátku 11. století stávala pravděpodobně na Vyšehradě a její činnost dokládají mince s označením místa ražby PRAGA CIVITAS. V následujícím období již mincovna přesídlila do podhradí, od 2. poloviny 12. století na Staré Město, nejdříve na Staroměstské náměstí. V její historii se střídala období aktivní ražby mincí s obdobími uzavření. Přitom se střídali též její zřizovatelé a měnila se i místa jejího působiště. 

## Historie ražby mincí v Praze

### Středověk

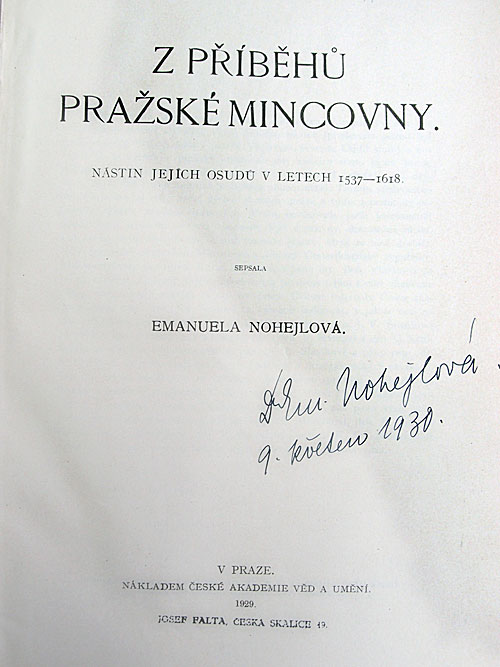
Titulní stránka knihy Z příběhů pražské mincovny, 1929

Počátky ražby mincí na území Prahy sahají až do druhé poloviny 10. století. Takzvané denárové období začalo za vlády Boleslava I. a končilo v roce 1300 nástupem pražského groše. Tato stříbrná mince byla velmi oblíbená a hojně užívaná obchodníky prakticky v celé střední Evropě. Po mincovní reformě uskutečněné roku 1300 králem Václavem II. byla výroba mincí přesunuta do Kutné Hory. V Praze byla mincovna obnovena v roce 1325 ražbou zlatých mincí florénů. Podnět k jejich výrobě dal panovník Jan Lucemburský, který tak chtěl zvýšit svoji prestiž a zároveň pomoci královské pokladně. Výchozí surovinou pro ražbu florénů se stalo zlato vytěžené na území Čech. Florény dostaly název podle vzoru užívaného v Itálii, kterému se český florén podobal. Zavedení výroby mince totiž dostali na starost odborníci z toskánského města Florencie. Za Karla IV. se upravené florény začaly nazývat dukáty (královské a mladší dukáty císařské). V Praze se dukáty razily ještě za Václava IV., jejich produkce však slábla.
K obnovení zlatých dukátů v Praze došlo za vlády Vladislava II. Jagellonského (1471 – 1516). Pražská mincovna měla za Lucemburků a později za Jagellonců specifické postavení, neboť razila pouze zlaté mince. Za vlády Ferdinanda I. (český král v letech 1526 - 1564) však začala produkovat i v té době velmi populární stříbrné tolary, které razily i další mincovny (první, takzvané šlikovské tolary, razila mincovna v Jáchymově už v období vlády Ludvíka I. Jagellonského). Tolarem se platilo na většině území střední i západní Evropy. V čele mincovny stál panovníkem jmenovaný mincmistr, na kvalitu dohlížel vardajn.
Produkce pražské mincovny byla po celé období její existence kolísavá. Období, kdy zpracovávala velké zakázky, střídala stadia útlumu, případně úplného pozastavení výroby. To bylo často způsobeno nestabilní politickou situací, která často vyústila až k ozbrojenému konfliktu, případně nedostatkem kovu.

#### Mincmistři pražské mincovny
- Eberhard (mincmistr) (13. stol.)
- Konrád z Vechty
- Jan III. z Vartemberka (1527–1532)
- Albrecht z Gutštejna (1533–1542)
- Konrád Sauermann (1537–1542)
- Ludvik Neufahrer (1557–1560)
- Jan Harder (1560–1578, 1583)
- Tobiáš Gebhart (1578–1583)
- Lazar Ercker ze Schreckenfelsu (1583–1594)
- Zuzana Erckerová ze Schreckenfelsu (7.1.1594- 20.9.1600)
- Jan Lasanz z Friedenecku (1600–1609)
- Samuel Salvart z Falkenberga (1609–1610)
- Benedikt Hübmer (1610–1619, 1620–1623, 1625–1630)
- Pavel Škréta Šotnovský ze Závořic (1619–1620)
- Jan Bartoloměj Suttner (1623–1625)
- Elias du Bois (1630–1631)
- Tobiáš Schuster(1631–1637)
- Zuzana Schusterová (1637)
- Jakub Bernhard Wolker (1637–1655)
- Kryštof Margalík (1655–1668)
- Anton z Janinalli (Ianinalli) (1668–1688)
- Matyáš Waist(1688–1694)
- úřad neobsazen (1694)
- Řehoř (Gregor) Egerer (1694–1710)
- úřad neobsazen (1710–1711)
- Ignác Antonín Putz z Adlerthurnu (1711–1713)
- Jan Jiří Ritter(1713–1714)
- Ferdinand Leopold Scharff (1714–1746)
- Ignác Kramer (1746–1748)
- Bohumil Schaumburger (1748–1755)
- Pavel Erdmann ze Schwingerschuhu (1755–1780)
- Ignác Kendler (1795–1801)
- František Stöhr (1801–1822)
- Josef Hippmann (1822–1846)
- František Leitner (1846–1848) zástupce mincmistra
- Alois Franz (1848–1852) zástupce mincmistra,(1853–1857) mincmistr

### Novověk
Období prosperity pražské mincovny předznamenalo zrušení mincovny v Kutné Hoře v roce 1726. Tehdy v Praze razili mince v objemu 100 000 zlatých ročně. Význam pražské mincovny přetrvával i za vlády Marie Terezie, přesto že dílnu opouštěly jen některé nominály. Nejvýznamnější byla ražba dvacetikrejcarů, která dosahovala ročního objemu kolem 300 000 zlatých (od roku 1754). V důsledku centralizační politiky Josefa II. byla mincovna v Praze v roce 1784 zrušena, ale už o jedenáct let znovu obnovila výrobu, tentokrát na novém místě v areálu paulánského kláštera. Definitivně byl provoz uzavřen 3. 1. 1856 a o rok později (19. 3. 1857) byla pražská mincovna úředně zrušena.

## Současnost
- Novodobá privátní firma Pražská mincovna a.s. není nástupnickou společností historická pražské mincovny, ale jen ražebnou pamětních medailí. Představila se na numismatické výstavě veletrhu Sběratel 2011.[3] Koncem téhož roku vydala emisní plán. První ražbou určenou sběratelům se stala stříbrná medaile Nové Město pražské, u níž až na drobné odlišnosti je reliéf totožný s mincí Karel IV. – Nové Město pražské 10 000 Kč, které byl na přelomu tisíciletí odbornou porotou udělen titul Nejkrásnější zlatá mince světa, jejímž autorem je Vladimír Oppl.[4][5] V polovině ledna 2012 přibyla stříbrná pamětní medaile Korunovace Václava II., vyražená podle návrhu Zbyňka Fojtů. První ročníkovou sbírkou mincovny je čtyřiadvacet stříbrných a dvanáct zlatých medailí tzv. Kalendárium 2012, které je zaměřeno na osobnosti a události české i evropské historie. Ve spolupráci s návrhářkou Blankou Matragi vznikla sada kolorovaných medailí, zobrazujících její nejslavnější modely šatů.

### Značka
Pražská mincovna a. s. vystupuje pod značkou PMI umístěnou v oválu. Stejný symbol je vyražen i na produktech mincovny.